# Distretto di Ambalavao
Il distretto di Ambalavao è una suddivisione amministrativa di 3º livello (fivondronana) del Madagascar, facente parte della regione di Haute Matsiatra. Il capoluogo del distretto è Ambalavao.

## Popolazione
Al censimento del 1º giugno 2018 la popolazione del distretto è di 298.404 abitanti.

## Comuni
Del distretto fanno parte 17 comuni:
- Ambalavao
- Ambinanindovoka
- Ambinanindroa
- Ambohimahamasina
- Ambohimandroso
- Andrainjato
- Anjoma
- Ankaramena
- Besoa
- Fenoarivo
- Iarintsena
- Kirano
- Mahazony
- Manamisoa
- Miarinarivo
- Sendrisoa
- Vohitsaoka